# Надым (аэропорт)
Надым (IATA: NYM, ICAO: USMM) — аэропорт в одноимённом городе Ямало-Ненецкого автономного округа России, расположенный в 9 км юго-восточнее Надыма. Обслуживает крупные пассажирские лайнеры. С 27 марта 2023 года носит имя В.С. Черномырдина.

## История
Надымский аэропорт — один из старейших аэропортов России. История его начинается ещё в 1969 году. Сейчас он принимает все виды самолётов, включая тяжёлые авиалайнеры. ОАО «Надымское авиапредприятие» образовано на базе ФГУП «Надымское авиапредприятие» — последнего из федеральных государственных унитарных предприятий Тюменской области 1 февраля 2006 года.
Основными видами деятельности аэропорта являются:
- услуги по приему и выпуску воздушных судов;
- предоставление аэропортовых и наземных услуг по обслуживанию воздушных судов ;
- инженерно-авиационное обслуживание воздушных судов ;
- продажа авиаперевозок ;

## Принимаемые типыВС
Ан-12, Ан-24, Ан-26, Ан-28, Ан-30, Ан-72, Ан-74, Ан-140, Ан-148, Ил-76, Ту-134, Ту-154, Як-40, Як-42, Л-410, Airbus A319, Airbus A320, ATR 42, Boeing 737, Bombardier CRJ 100/200, Embraer EMB 120 Brasilia, Embraer ERJ-145, Embraer E-190, Sukhoi Superjet 100 и более лёгкие, вертолёты всех типов. 
Классификационное число ВПП (PCN) 86/R/A/X/T.

## Показатели деятельности
| год             | 2014  | 2015  | 2016  | 2017  | 2018  | 2019  | 2020  | 2021  |
| тыс. пассажиров | 173,8 | 167,2 | 163,4 | 169,3 | 186,8 | 212,4 | 141,3 | 182,6 |
| Источники:      |       |       |       |       |       |       |       |       |